# Harttiella
Harttiella is een geslacht van straalvinnige vissen uit de familie van de harnasmeervallen (Loricariidae).

## Soorten
- Harttiella crassicauda (Boeseman, 1953)
- Harttiella intermedia Covain & Fisch-Muller, 2012
- Harttiella janmoli Covain & Fisch-Muller, 2012
- Harttiella longicauda Covain & Fisch-Muller, 2012
- Harttiella lucifer Covain & Fisch-Muller, 2012
- Harttiella parva Covain & Fisch-Muller, 2012
- Harttiella pilosa Covain & Fisch-Muller, 2012